# Nadarův portrét Sarah Bernhardtové
Nadarova portrétní fotografie Sarah Bernhardtové je dílem francouzského fotografa, karikaturisty a spisovatele Nadara (1820–1910, vlastním jménem Gaspard-Félix Tournachon).

## Popis
Portrétní fotografie zachycuje mladou, dosud neznámou herečku Sarah Bernhardtovou (1844–1923) a vznikla pravděpodobně v letech 1859/1860. Dnes je mistrovské dílo ve sbírce Muzea Orsay v Paříži. Dochoval se také tisk z roku 1864.
Fotografie je 21.6 cm vysoká a 17,2 cm široká. Jedná se o tisk na slaném papíru z negativu kolodiového skla.
Mladá herečka se opírá o torzo sloupu. Obličej je rámován tmavými kadeřemi a zdá se, že vrací pohled divákovi. Jemnou postavu obepíná róba světlé barvy, přehozená do záhybů. Světlo svítí na Bernhardtovou shora zleva. Kompozice obrazu je trojúhelníková s hlavou umělkyně jako nejvyšším bodem.